# Castroville, Kalifornien
Castroville är en ort (CDP) i Monterey County, i delstaten Kalifornien, USA. Enligt United States Census Bureau har orten en folkmängd på 6 481 invånare (2010) och en landarea på 2,7 km².